# 若狭国分寺
若狭国分寺（わかさこくぶんじ）は、福井県小浜市国分にある曹洞宗の寺院。山号は護国山。本尊は釈迦如来。
奈良時代に聖武天皇の詔により日本各地に建立された国分寺のうち、若狭国国分僧寺の後継寺院にあたる。本項では現寺院とともに、古代寺院跡である若狭国分寺跡（国の史跡）についても解説する。2015年（平成27年）4月24日、「海と都をつなぐ若狭の往来文化遺産群 - 御食国（みけつくに）若狭と鯖街道 - 」の構成文化財として日本遺産に認定される。

## 概要
福井県南西部、小浜市市街地から東方約4.5キロメートルの北川左岸の沖積平野上に位置する。聖武天皇の詔で創建された国分寺の法燈を継ぐ寺院で、現在の境内は古代の国分寺跡と重複する。近年の研究では、詔の当初は付近の地方豪族の氏寺が若狭国分寺に充てられたが、平安時代初期頃に至って現在地に新規寺院として建立されたと推測される。江戸時代には金堂跡地に釈迦堂が再建されて法燈を伝承するとともに、現在までに薬師如来坐像（国の重要文化財）などの文化財を伝世する。
古代国分寺跡については1972年（昭和47年）から発掘調査が実施されており、遺構は1976年（昭和51年）に国の史跡に指定されている。通常の国分寺跡に比べて建物規模が小さい点、また寺域内に古墳が残る点で特徴を有する。なお、国分尼寺の所在地は明らかでない。

## 歴史

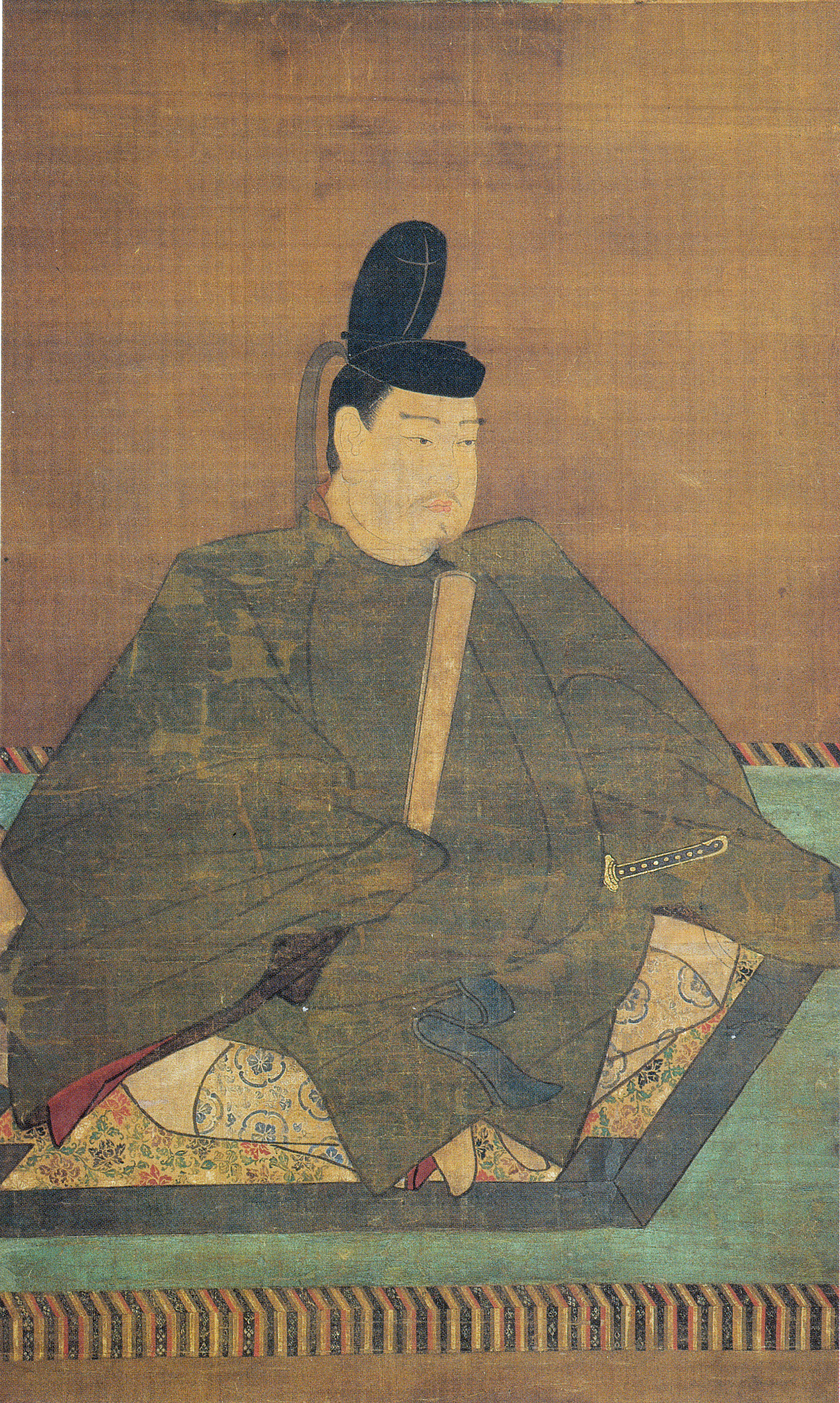
聖武天皇肖像

創建は不詳。国分寺建立の詔は天平13年（741年）に出されたが、その時点では東方にあった地方豪族の氏寺の太興寺廃寺（跡地は小浜市太興寺）が転用されて若狭国分寺に充てられ、平安時代初期頃に至って現在地に寺院が建立されたと考えられている。
上記の根拠としては、当地からは8世紀代の瓦が出土しないこと、建物が小規模で平安期寺院にも類似すること、慶長8年（1603年）の『若狭国分寺釈迦堂再建勧進帳』に大同2年（807年）の建立と見えること等が指摘される。瓦については、経済的理由で瓦葺でなかったとする説もあるが、前述の太興寺廃寺や若狭神宮寺では平城京系瓦の出土が知られる。
延長5年（927年）成立の『延喜式』主税上の規定では、若狭国の国分寺料として稲1万束があてられている。
鎌倉時代中期の文永2年（1265年）成立の『若狭国惣田数帳案』には僧寺・尼寺の寺領が記載されており、同時期までは両寺院の存続が認められる。その後は衰退したものとされる。
江戸時代には、慶長16年（1611年）に小浜住人の山田一徳の勧進によって釈迦堂が建立された。しかしのちに大破したため、宝永2年（1705年）頃に再建されている（現在の釈迦堂）。
近代以降の変遷は次の通り。
- 1972-1974年（昭和47-49年）、発掘調査[6]。
- 1976年（昭和51年）12月23日、国分寺跡が国の史跡に指定[9]。
- 1979-1983年（昭和54-58年）、史跡環境整備[10]。

## 境内

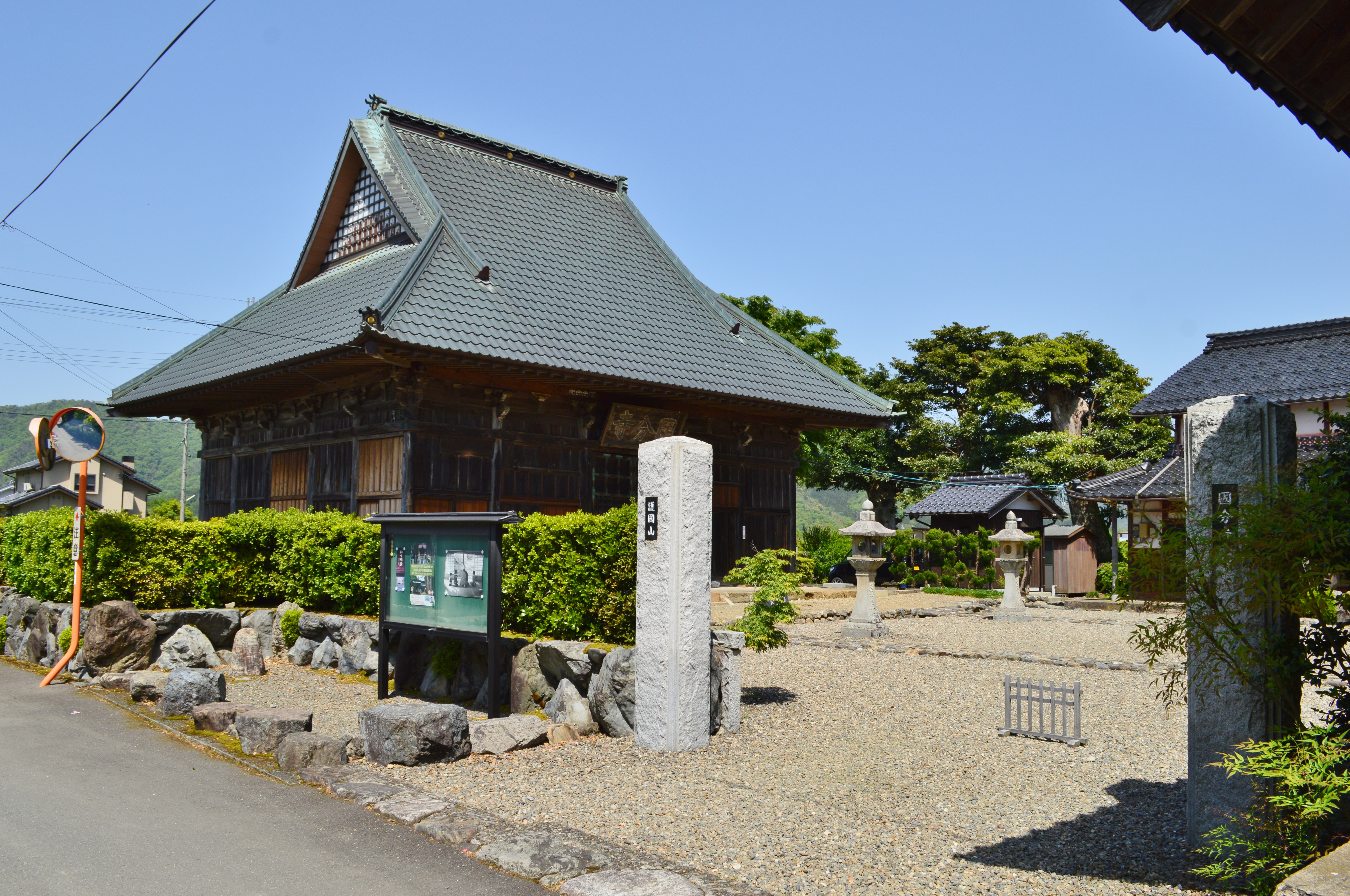
境内入り口

現在の堂宇のうち釈迦堂（本堂）は、古代国分寺の金堂跡に重複して建てられている。明通寺（小浜市門前）に残る文書によれば宝永2年（1705年）頃の建立とされる。内部では本尊の釈迦如来坐像（小浜市指定有形文化財）が安置される。形式は正面五間・側面五間（12.17メートル×10.96メートル）、入母屋造、屋根は茅葺であるが現在は鉄板で覆われる。建物内部は三間×二間を内陣とし、その前の三間×一間に礼堂を据える。この釈迦堂は小浜市指定有形文化財に指定されている。
釈迦堂の西側には薬師堂が建てられている。内部では中央に薬師如来坐像（国の重要文化財）、左に釈迦如来坐像、右に阿弥陀如来坐像（いずれも小浜市指定有形文化財）が安置される。薬師如来坐像は元は尼寺庵の本尊とされ（それ以前は若狭国分寺旧像か）、釈迦如来坐像・阿弥陀如来坐像は元は廃絶寺院の主尊と推測される。
また境内には国分寺古墳がある。直径約50メートルと若狭地方では最大級の円墳で、6世紀頃の築造と推定される。現在は墳頂に若狭姫神社が祀られる。

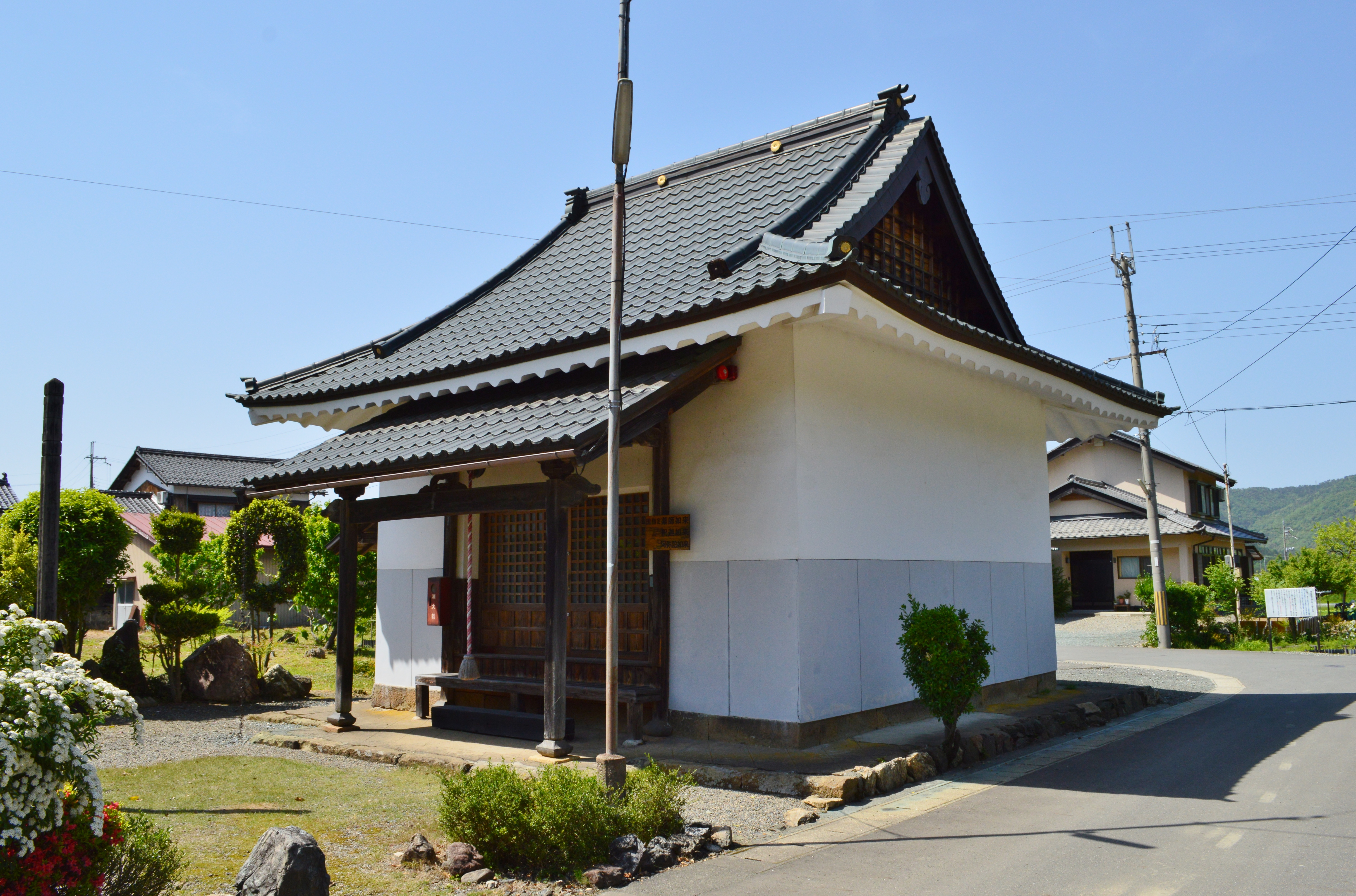
薬師堂
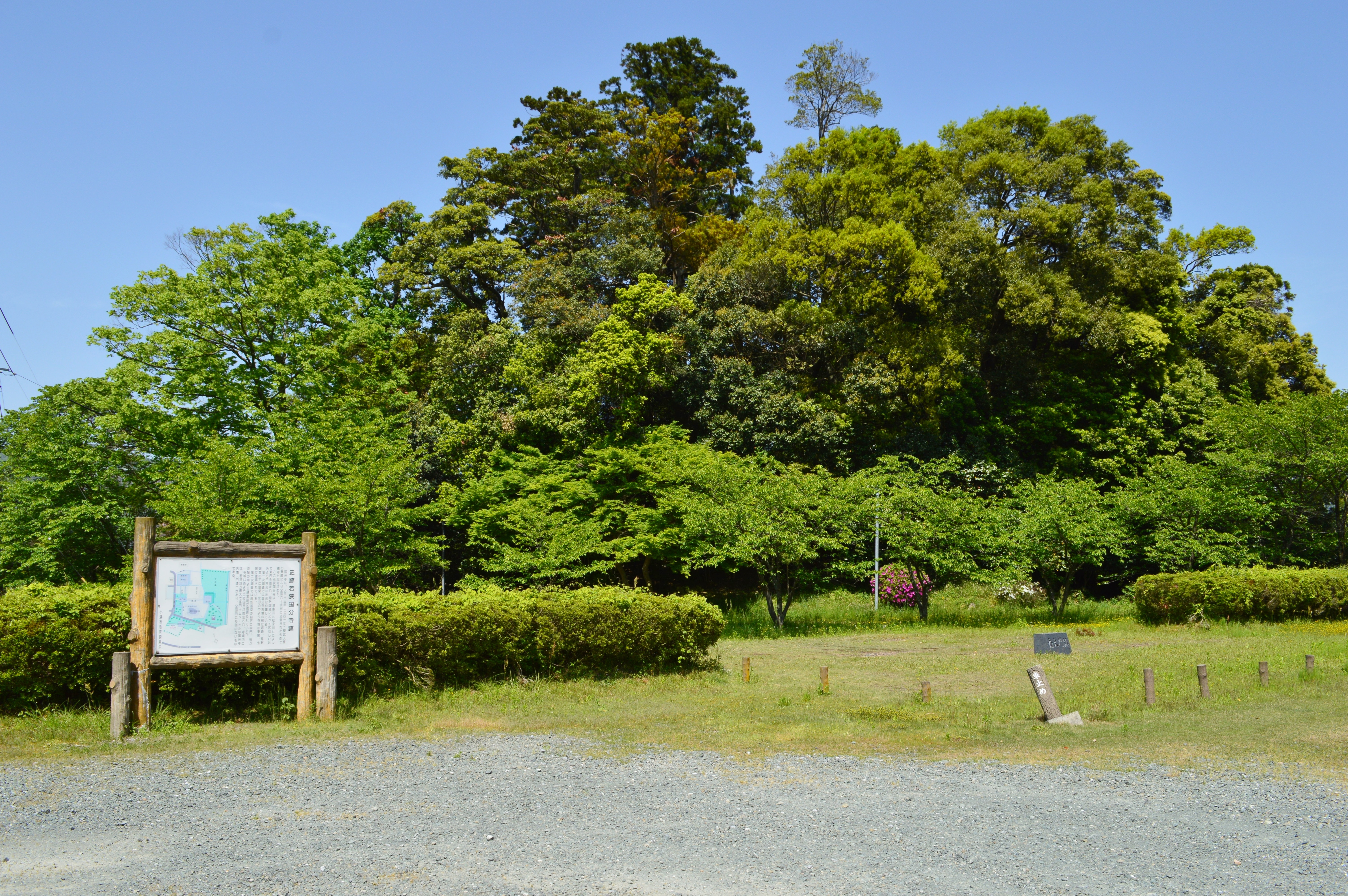
国分寺古墳 手前は旧国分寺の南大門跡。
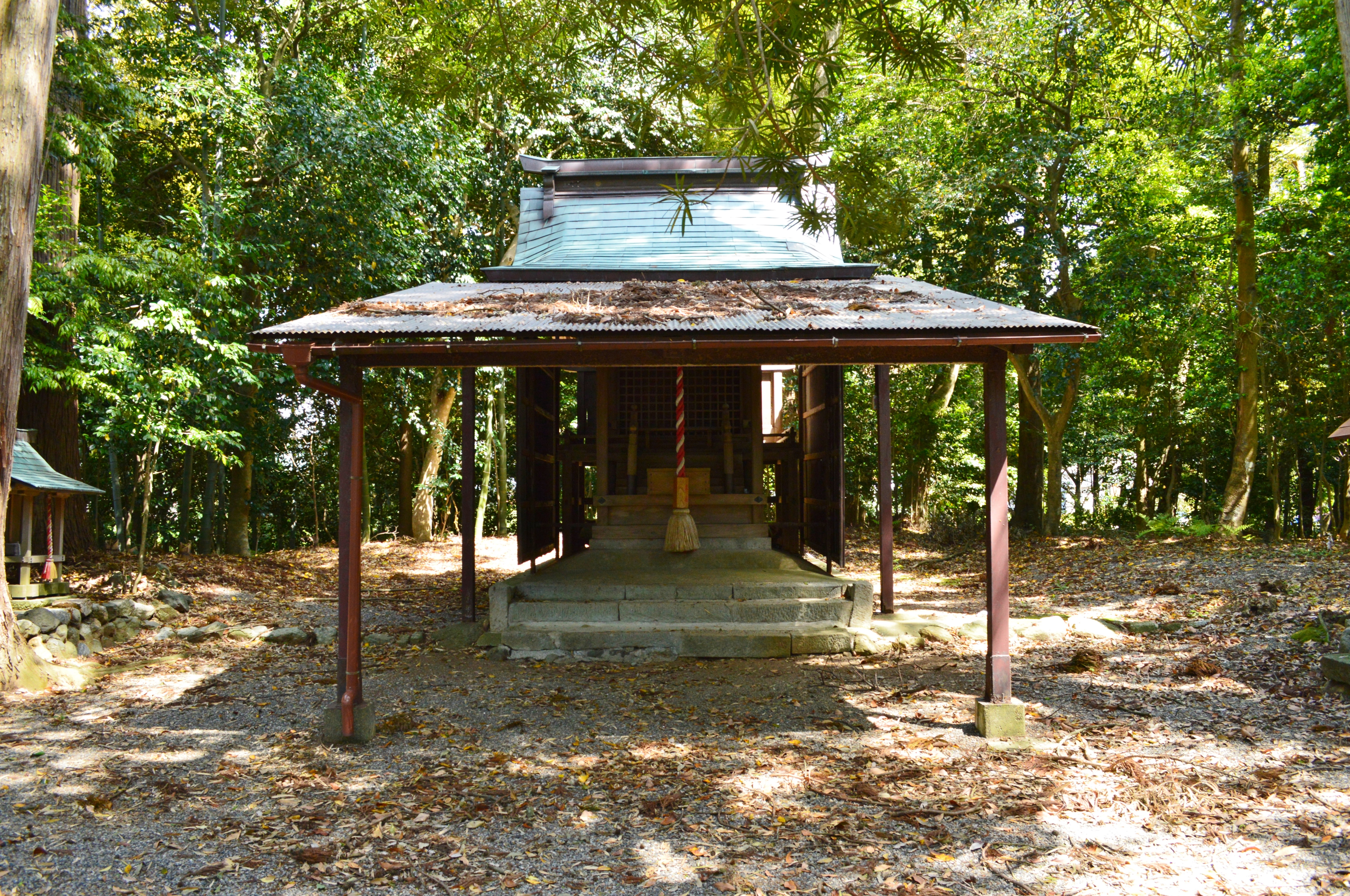
国分寺古墳墳頂の若狭姫神社

## 若狭国分寺跡

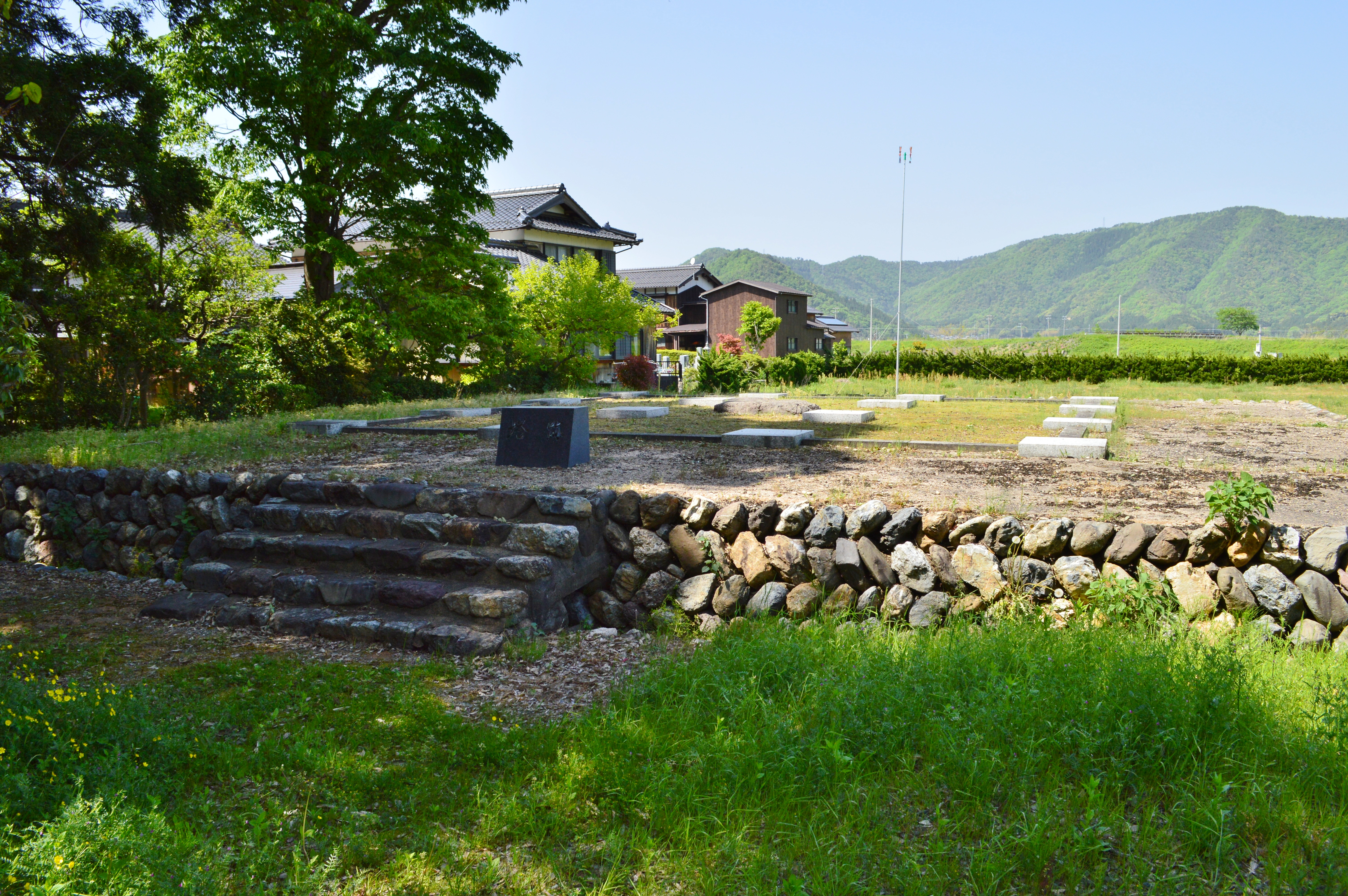
塔跡

僧寺跡は、現国分寺と重複して位置する。寺域は2町四方（約218メートル四方）で条理線とも一致する。伽藍は南から南大門・中門・金堂・講堂を一直線に配し、中門左右から出た回廊が金堂左右に取り付く。中門東方には塔を配する。発掘調査で判明した遺構の詳細は次の通り。
金堂
本尊を祀る建物。現国分寺の釈迦堂（本堂）と重複する。基壇は東西28.8メートル・南北21.9メートルで、前面2ヶ所に階段を付し、東西2条の参道が延びる。基壇上に礎石は遺存しない。根石群によれば、基壇上建物は桁行三間・梁間二間で四面に庇を付すもので、東西21.6メートル・南北15メートルを測る。通常の国分寺金堂（桁行七間・梁間五間）に比して小規模であり、また現在の釈迦堂は旧金堂を一回り縮小した規模になる。
塔
釈迦の遺骨（舎利）を納めた塔。寺域南東部で中門の東方に位置する。基壇は15.3メートル四方で、白鳳期の篠尾廃寺・大虫廃寺に比して大きな規模になる。基壇上に遺存した礎石は2個のみでいずれも原位置を保つ。遺存礎石および非遺存礎石の据付掘方・根石によれば、基壇上建物は三間四方で、8.1メートル四方と基壇の割には小さな規模になる。建物は通常の国分寺に比べても小規模で、七重塔ではなく五重塔であったと推測される。水煙・風鐸の残欠の出土により相輪の存在は認められるが、瓦の使用は認められていない。
講堂
経典の講義・教説などを行う建物。金堂の北方約35メートルにおいて部分的に掘立柱柱穴が検出されており、講堂跡に比定される。
中門
金堂の南方に位置する。後世の削平のため詳らかでない。
南大門
中門の南方に位置する。後世の削平のため詳らかでないが、東西15メートル・南北12メートル程度と推測される。
寺域からの出土品として、主要伽藍周辺では平安時代の遺物が、寺域北限付近の建物跡付近では奈良時代・平安時代の遺物が認められている。遺物内容は須恵器・土師器・緑釉陶器・金銅製水煙破片・風鐸破片など。特に8世紀代の瓦がほぼ出土しない点が注目され、経済的理由で瓦葺でなかったとする説（檜皮葺か）や平安時代初期に創建されたためとする説が挙げられている。
なお、前述の国分寺古墳は塔跡の南西そばに位置しており、寺域内で主要伽藍のすぐ近くに古墳が遺存するという全国的にも珍しい例になる。

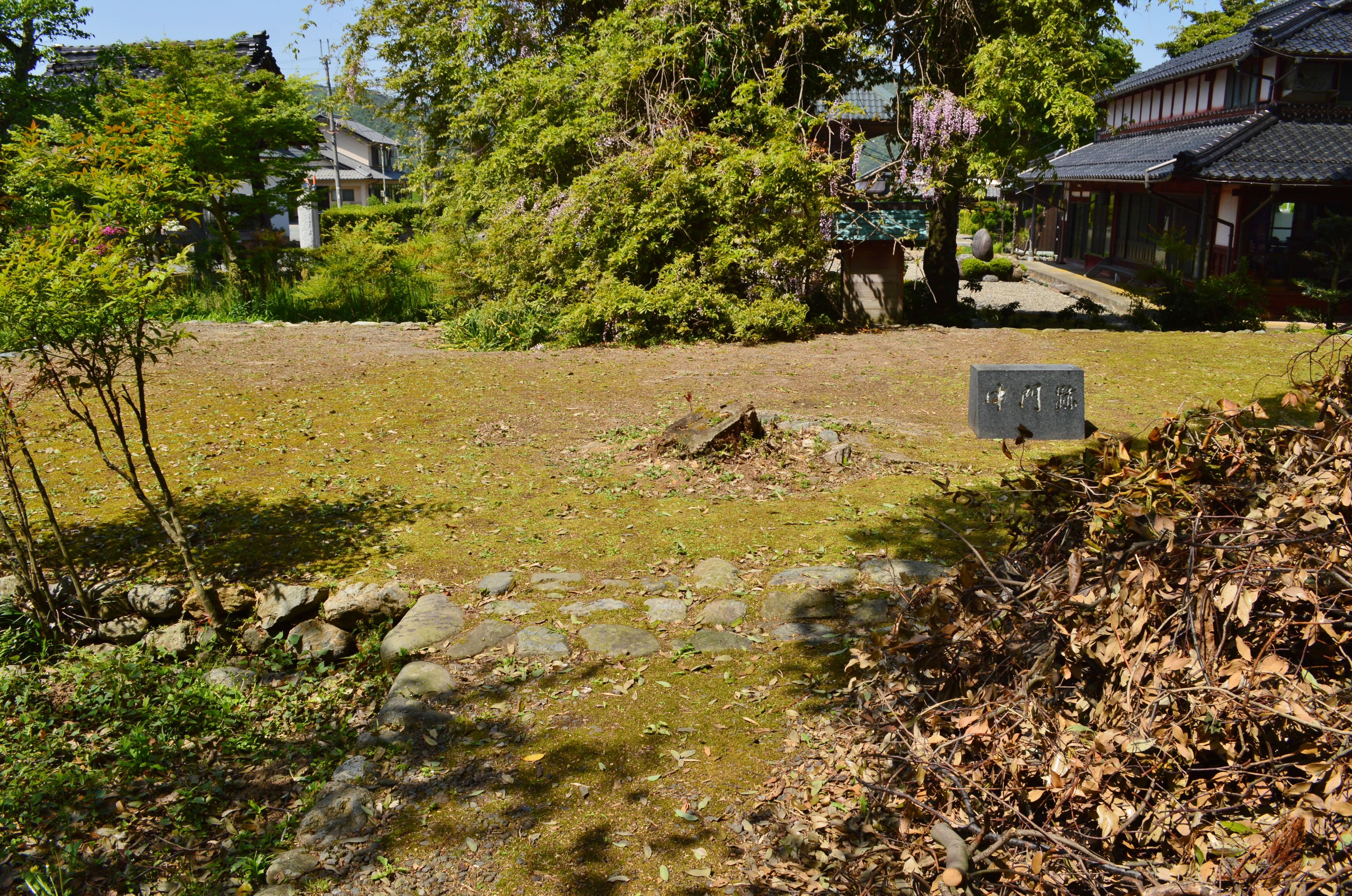
中門跡
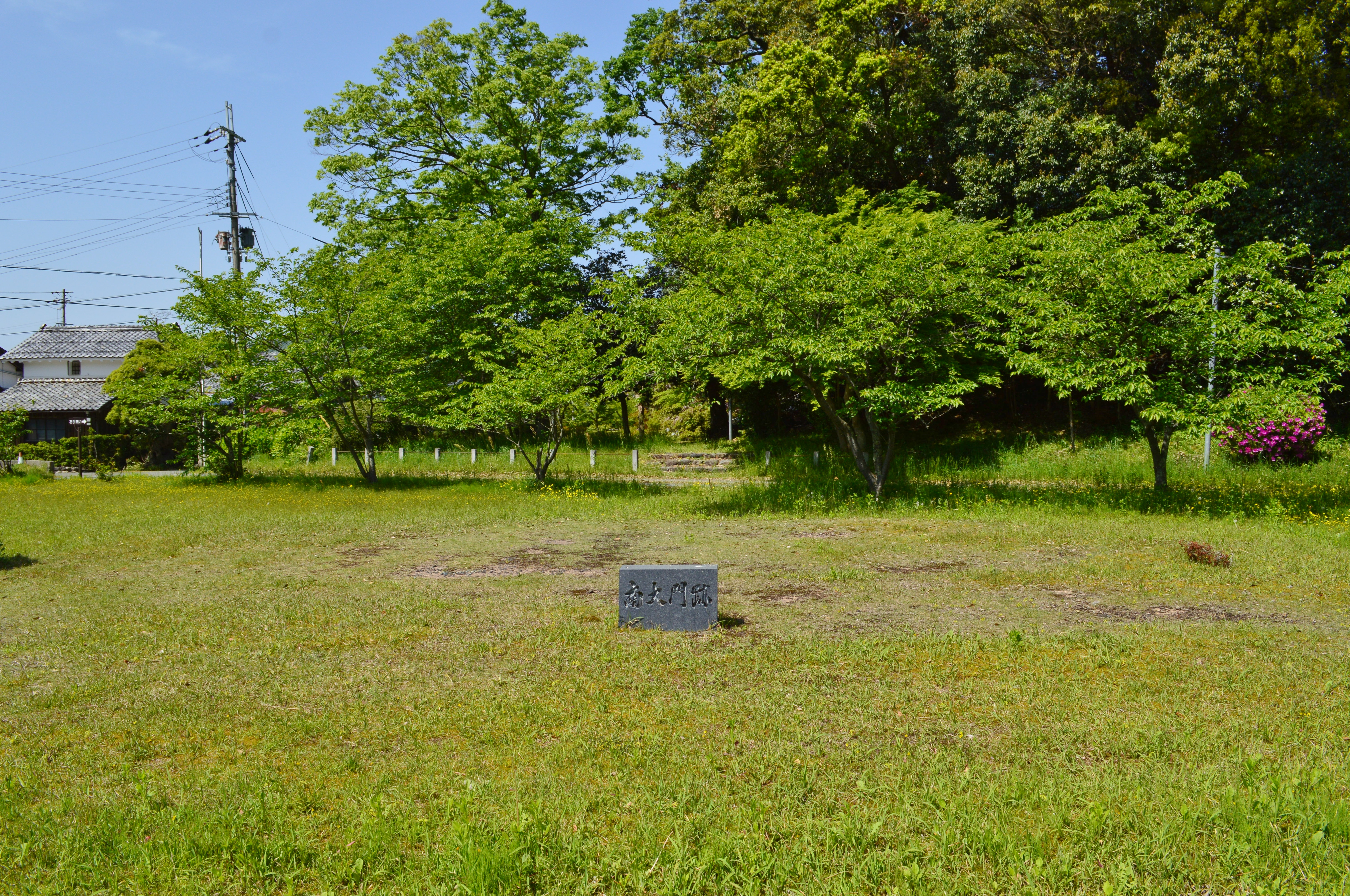
南大門跡

## 文化財

### 重要文化財（国指定）
- 木造薬師如来坐像（彫刻）
鎌倉時代の作。薬師堂安置。寄木造で、像高79.7センチメートル。像の墨書によれば元禄6年（1693年）に尼寺庵の本尊として祀られた（それ以前は若狭国分寺旧像か）。1901年（明治34年）8月2日指定[15][16][11]。

### 国の史跡
- 若狭国分寺跡 - 1976年（昭和51年）12月23日指定[9][17][10]。

### 小浜市指定文化財
- 有形文化財
  - 国分寺釈迦堂（建造物）
江戸時代、宝永2年（1705年）頃の建立。1999年（平成11年）3月24日指定[8]。
  - 木造釈迦如来坐像（彫刻）
軀部は鎌倉時代、頭部は江戸時代の作と推定される。釈迦堂安置（本尊）。寄木造、像高318センチメートルで、福井県下最大級の巨像になる。1970年（昭和45年）2月20日指定[7]。
  - 木造釈迦如来坐像（彫刻）
鎌倉時代前期の作。薬師堂安置。寄木造で、像高85.7センチメートル。元は廃絶寺院の主尊と推測され、銘文によれば元禄6年（1693年）に修理が施されている。1975年（昭和50年）1月28日指定[12]。
  - 木造阿弥陀如来坐像（彫刻）
鎌倉時代前期の作。薬師堂安置。寄木造で、像高86センチメートル。元は廃絶寺院の主尊と推測され、銘文によれば元禄6年（1693年）に修理が施されている。1975年（昭和50年）1月28日指定[13]。

## 現地情報
所在地
- 福井県小浜市国分53-1

交通アクセス
- 鉄道：西日本旅客鉄道（JR西日本）小浜線 東小浜駅 （徒歩約20分）
- バス：西日本ジェイアールバス（若江線）で「若狭国分」バス停下車

周辺
- 福井県立若狭歴史博物館
- 西縄手下遺跡 - 若狭国府跡か。
- 若狭彦神社・若狭姫神社 - 若狭国一宮・二宮。

## 関連文献
（記事執筆に使用していない関連文献）
- 『若狭国分寺跡 -昭和47・48年度発掘調査概報-（小浜市文化財調査報告 1）』小浜市教育委員会、1974年。
- 『若狭国分寺跡 -第3次（昭和49年度）発掘調査概報-（小浜市文化財調査報告 2）』小浜市教育委員会、1975年。
- 『史跡若狭国分寺跡保存管理計画』小浜市教育委員会、2016年。